# Ole Christian Veiby

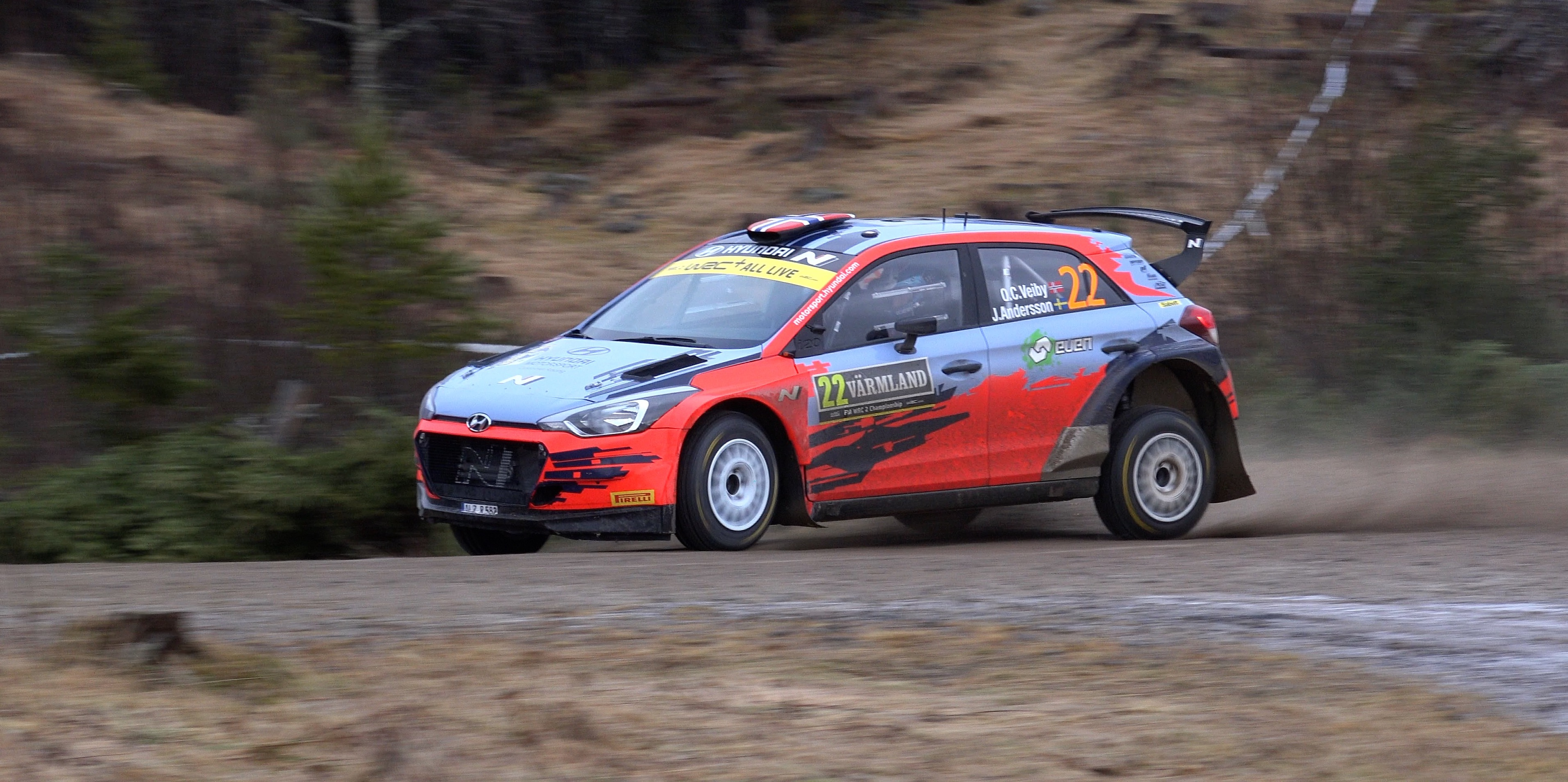
Veiby i en Hyundai i20 R5 under Rally Sweden 2020.

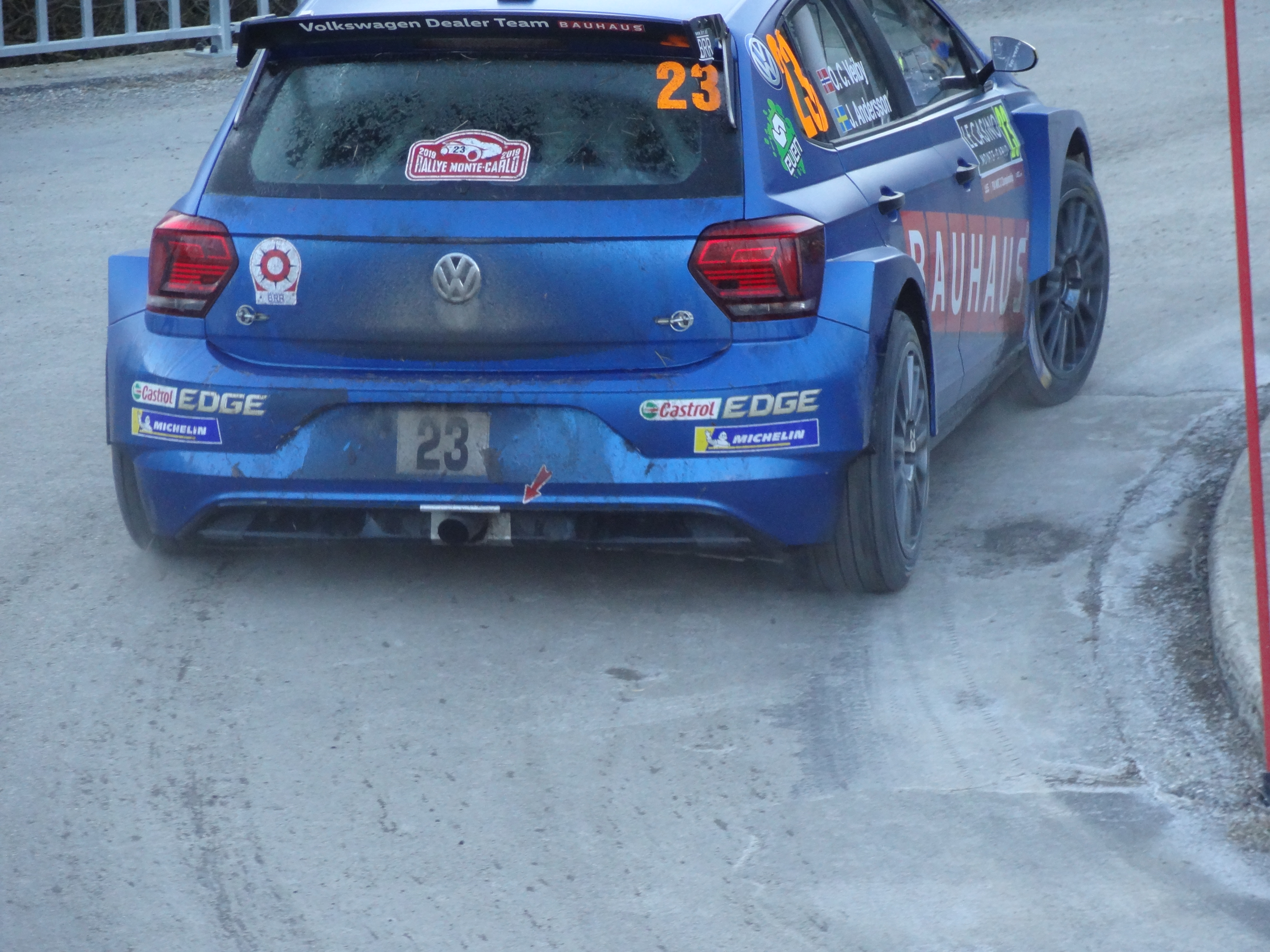
Veiby i en Volkswagen Polo R5 under Rallye Monte Carlo 2019.

Ole Christian Veiby, född 17 juni 1996 i Kongsvinger, är en norsk professionell rallyförare som tävlar i en Hyundai i20 R5 för Hyundai Motorsport i WRC2, andra divisionen i WRC.